# Macrocneme thyra
Macrocneme thyra là một loài bướm đêm thuộc phân họ Arctiinae, họ Erebidae.